# María Teresa Toral Peñaranda
María Teresa Toral Peñaranda (Madrid, 20 de maig de 1911 - Madrid, 1994) va ser una química, farmacèutica i artista gravadora espanyola.

## Biografia
Va néixer a Madrid en el si d'una família nombrosa i benestant. Es va iniciar en estudis de música i art per tradició familiar, però aviat va sorprendre a tots interessant-se per la ciència. La seva il·lusió era estudiar química, seguint l'exemple de Marie Curie, a qui admirava. Va estudiar Ciències Químiques i Farmàcia a la Universitat Central de Madrid, on es va llicenciar el 1933 amb premi extraordinari.
Va ser ajudant de classes pràctiques d'Enric Moles i Ormella i amb ell es va traslladar a la Secció de Química-Física de l'Institut Nacional de Física i Química. Plegats van realitzar una intensa labor de recerca sobre la determinació dels pesos atòmics dels elements químics. Van ser treballs de primera línia en la química d'aquella època. L'equip de Moles, conegut com a “Escola de Madrid”, era considerat internacionalment com el millor laboratori per a la determinació fisicoquímica de pesos moleculars i atòmics.
María Teresa era la investigadora de l'equip que més publicava en el que avui anomenem revistes d'impacte i ella mateixa construïa els seus sofisticats equips de vidre, gràcies a la qual cosa podia proporcionar valors dels pesos atòmics amb una precisió molt elevada, exigida pel desenvolupament de la Física i la Química a nivell atòmic. Els seus treballs li van permetre rebre una pensió de la Junta d'Ampliació d'Estudis per estudiar al Regne Unit, però no va poder gaudir-la per l'esclat de la Guerra Civil espanyola, en la qual es va posicionar com altres investigadors de l'Institut, a favor del govern republicà. Després del conflicte va ser condemnada a dotze anys de presó per la dictadura franquista, acusada de participar en la fabricació d'armament per a l'exèrcit republicà, encara que no va complir la pena íntegrament. Un cop alliberada es va moure en cercles antifranquistes, la qual cosa li va suposar una nova condemna el 1945. El seu segon procés, en el qual li demanaven pena de mort, va tenir gran ressonància i el Comitè Internacional de Dones Antifeixistes va sol·licitar personar-se en el judici. A la vista oral va assistir Irene Joliot-Curie, Premi Nobel de Química. Això demostra el reconeixement científic que havia assolit María Teresa, a la qual anomenaven la Lise Meitner espanyola.
El 1956 s'exilia en Mèxic, on va ser professora de Química i Bioquímica a la Universitat Nacional Autònoma de Mèxic i l'Institut Politècnic Nacional. També va treballar com a traductora de textos científics i va desenvolupar la seva faceta artística, convertint-se en una de les gravadores més grans del seu temps. Diversos museus dels Estats Units i Europa posseeixen obres de María Teresa en els seus fons. A Mèxic, país on va viure molts anys en el seu exili, va deixar una gran escola de gravat ensenyant a molts artistes aquesta tècnica; a més va ser amiga de molts gravadors i artistes famosos de la seva època. Va retornar a Espanya el 1994, uns mesos abans de la seva mort.

## Aportacions
- M.ª Teresa Toral. "Curva de presiones de vapor del nitrobenceno", Anales de la Sociedad Española de Física y Química XXXI: 735 (1933).
- M.ª Teresa Toral. "Obtención del exaclorodisilano", Anales de la Sociedad Española de Física y Química XXXIII: 225-8 (1935).
- M.ª Teresa Toral. "Acta de la sesión del 1 de marzo de 1935, presidida por D.A. del Campo", Anales de la Sociedad Española de Física y Química XXXIII: 157 y 159.
- Enrique Moles y M.ª Teresa Toral. "Las relaciones molares... Nueva relación de los pesos atómicos del carbono y el nitrógeno", Anales de la Sociedad Española de Física y Química XXXV: 43 (1937).
- M.E. Moles, M.ª T. Toral & M.A. Escribano. "La densité limite du gaz SiO₂.Poids atomique du sufre", Comptes rendues 206: 1726 (1938).